# وصاب (یمن)
 وصاب  دهستان بزرگی از توابع استان استان صَنعاء در کشور یمن و در شبه جزیره عربستان واقع است. این دهستان در ناحیه تپه بلندی قرار دارد.

## جمعیت
وصاب دارای ۲۵ خانوار و۱۱۰ نفر جمعیت است. شغل مردم روستا کشاورزی و دامداری است.

## منبع
- دکتر: شامی، یحیی ، (موسوعة المدن العربیة والاسلامیة) ، دار الفکر العربی، بیروت، چاپ سال ۱۹۹۳ میلادی به (عربی).